# Jan Abrahamsz Beerstraten

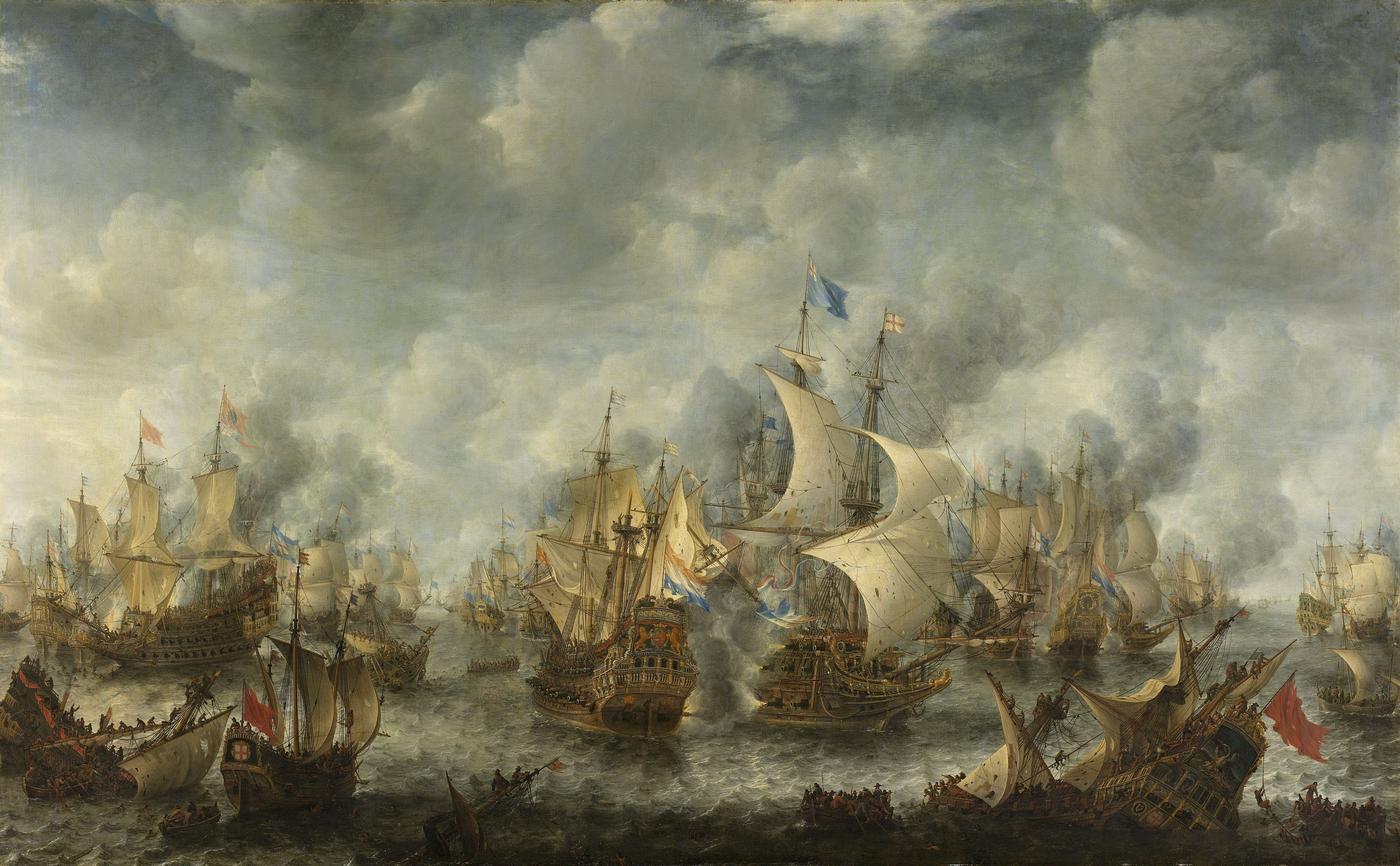
La batalla de Scheveningen, 10 d'agost de 1653 per Jan Abrahamsz Beerstraaten, pintada c. 1654, representa la batalla final de la Primera Guerra Anglo-Holandesa (Museu Marítim Nacional)

Jan Abrahamsz Beerstraaten o Johannes (Beerstrat o Bierstraten) (batejat l'1 de març de 1622 a Amsterdam - enterrat l'1 de juliol de 1666) va ser un pintor holandès d' art marí, en particular dels esdeveniments de la Primera Guerra anglo-holandesa i la guerra holandesa-sueca . Van Beerstraten va representar ports ( Civitavecchia) i paisatges urbans d'Amsterdam, així com moltes ciutats i pobles dels Països Baixos. Va pintar castells, esglésies i altres edificis que ja no existeixen.

## Biografia

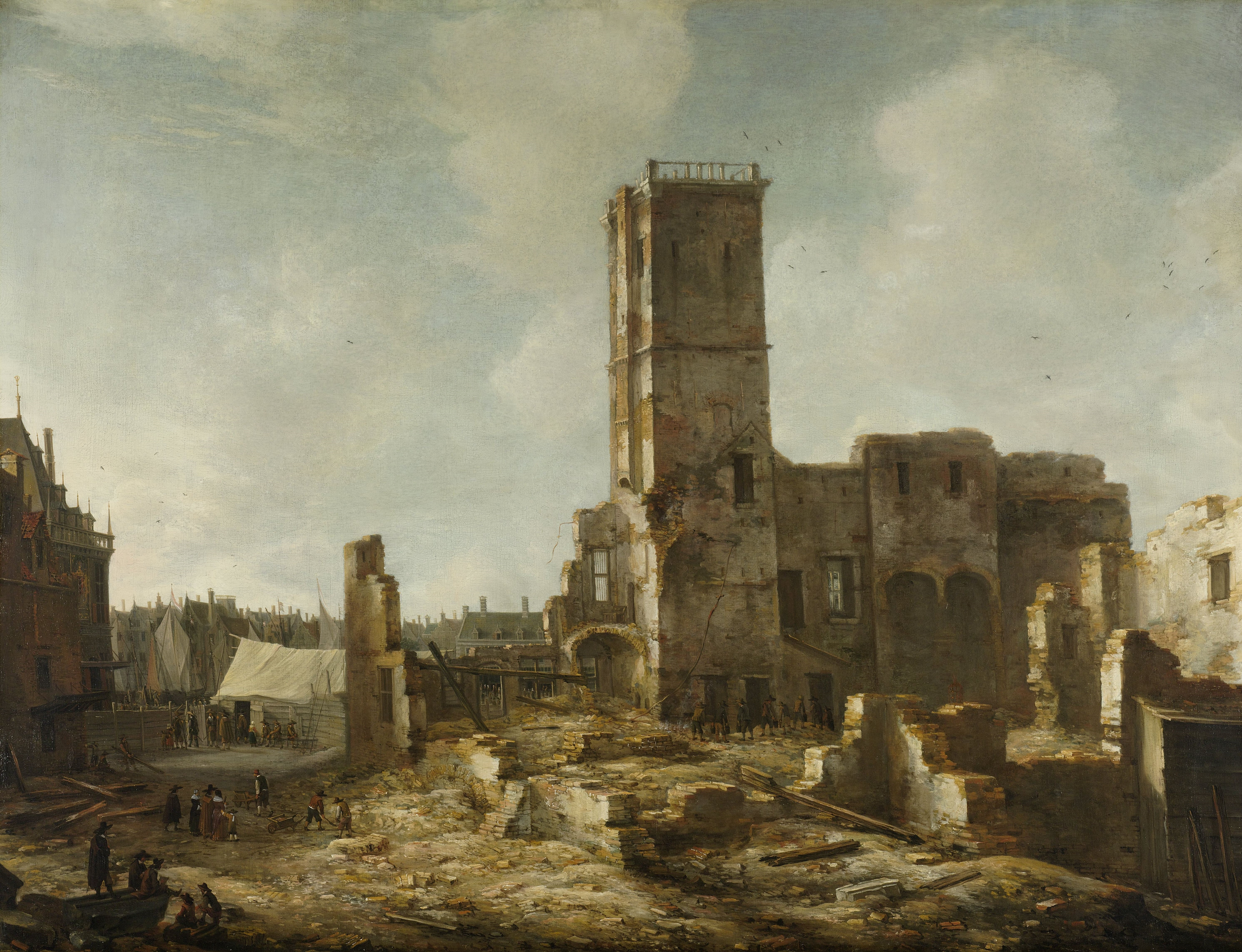
Les ruïnes de l'antic Ajuntament d'Amsterdam després de l'incendi del 7 de juliol de 1652

Jan Abrahamsz, pintor, era fill d'Abraham Danielsz, un teixidor d'Emden. Es va casar el 30 d'agost de 1642, vivint a Elandstraat al Jordaan . D'aquest matrimoni van néixer dotze fills. El 1651 va comprar una casa nova a Rozengracht (174) davant d'un laberint. L'any 1652 va veure l'incendi de l'antic ajuntament i va produir una de les seves millors obres. El 1658 Rembrandt, Hendrickje Stoffels i Titus van Rijn esdevenen veïns. El 1662, juntament amb el seu fill gran, va viatjar a Frisia, Groningen i molts altres llocs d'Holanda. El 1664 la seva dona va morir després d'un part i tres fills probablement a causa de la pesta.
El maig de 1665 es va tornar a casar a l'església de Sloterdijk . L'1 de juliol de 1666 Van Beerstraten va ser enterrat a Westerkerk ; la seva vídua va morir tres setmanes més tard després d'un part. Quatre nens van ser portats a l'orfenat; els fills més petits van sobreviure, un era mestre d'escola i l'altre fuster.
Van Beerstraten va ser deixeble de Pieter Cornelisz van Soest ; posseïa una pintura de Wouwerman, Pieter de Hoogh i Jan van der Heyden, i guardava una gran col·lecció de llibres a les golfes segons el seu inventari. Hi ha certa confusió sobre la identitat de quatre paisatgistes anomenats Beerstraaten; Johannis, aquest Jan Abrahamsz, Abraham, Johannes i Anthonie. Actualment, el RKD registra a Jan i Johannis com a la mateixa persona, i Abraham Beerstraaten, especialitzat en paisatges hivernals, es considera el seu fill gran. Abraham Storck, que va col·laborar amb el seu fill, va heretar les seves pintures inacabades.

## Obres seleccionades
- Vista d'hivern de Leyden, 1660 – Museu de l'Ermitage
- Patinatge a Slooten, prop d'Amsterdam – Museu Metropolitan d'Art
- Paisatge d'hivern, 1655 – Museu J. Paul Getty
- Vista imaginària d'un port, amb la façana de Santa Maria Maggiore a Roma, també conegut com El Port Vell de Genes - Louvre
- Port – Museu Nacional de Sèrbia, Belgrad
- Vista imaginària d'un port amb la capçalera de la catedral de Lió – Louvre
- Vista del iot dels prínceps d'Orange i altres vaixells – Museu de Belles Arts, Boston
- El castell de Muiden a l'hivern - National Gallery, Londres
- 5 obres ara al Rijksmuseum d'Amsterdam
- JA Beerstraten (1622-1666) - Schilderij, gezicht op de Martinikerk te Sneek
- Sailing man of war Arxivat 2016-03-03 a Wayback Machine. (aquarel·la sobre paper) – Courtauld Gallery
- Un vaixell insígnia holandès i un Fluyt que corre cap a un port mediterrani - Museu Marítim Nacional
- La Batalla de Scheveningen - Museu Marítim Nacional

### Galeria

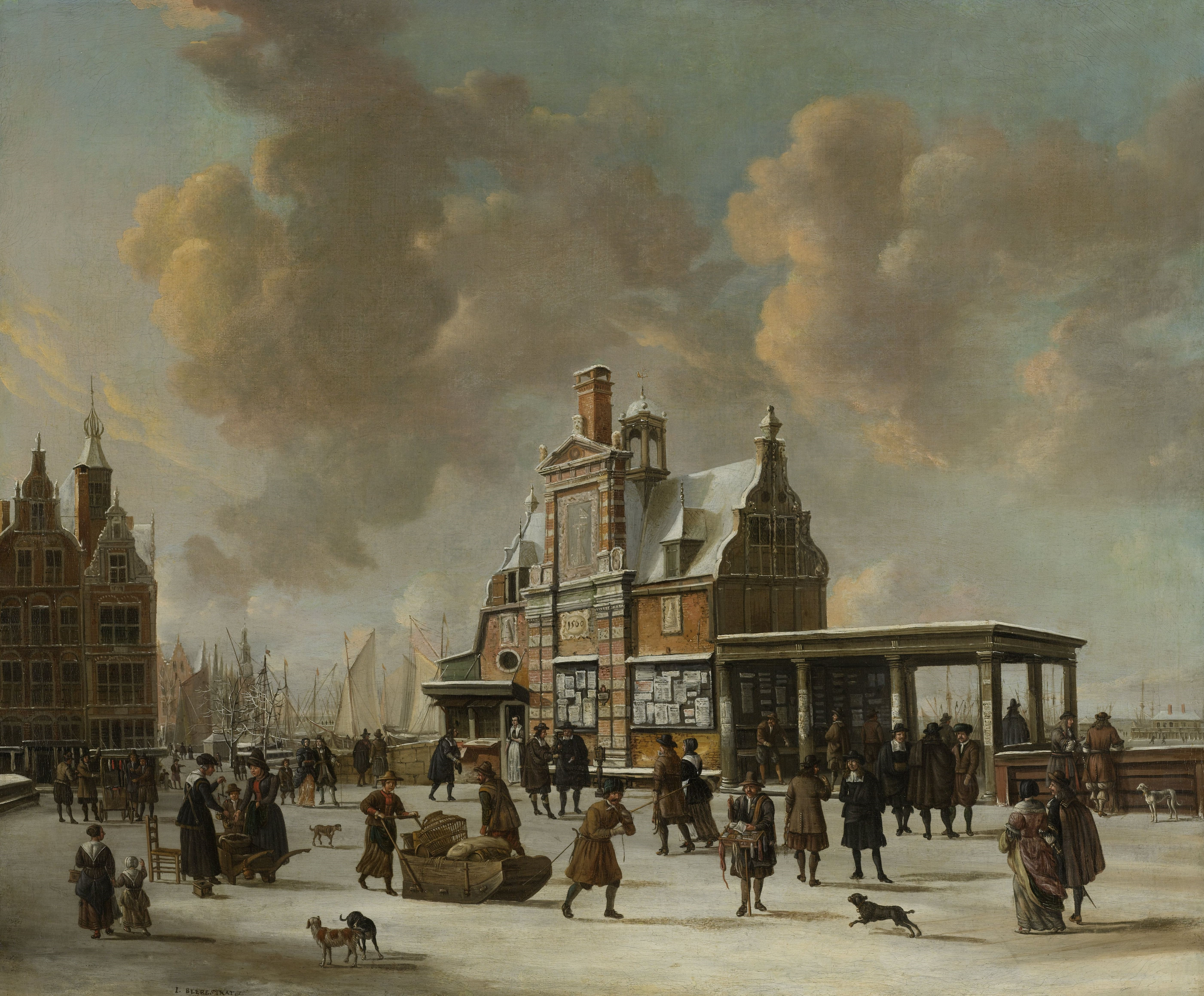
El Paalhuis i el Nieuwe Brug(Rijksmuseum)
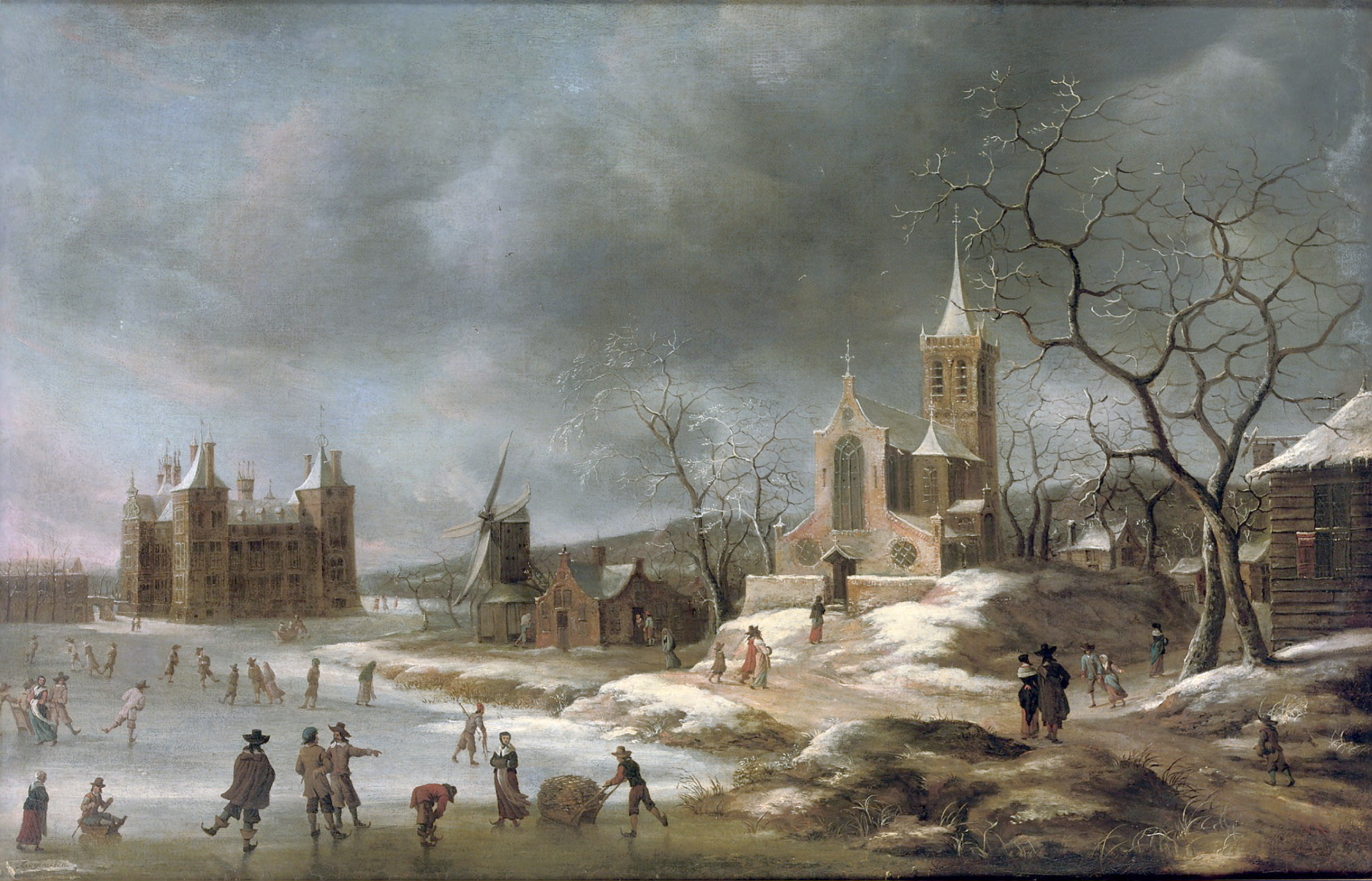
Un paisatge hivernal amb activitats sobre el gel prop del castell deBuren
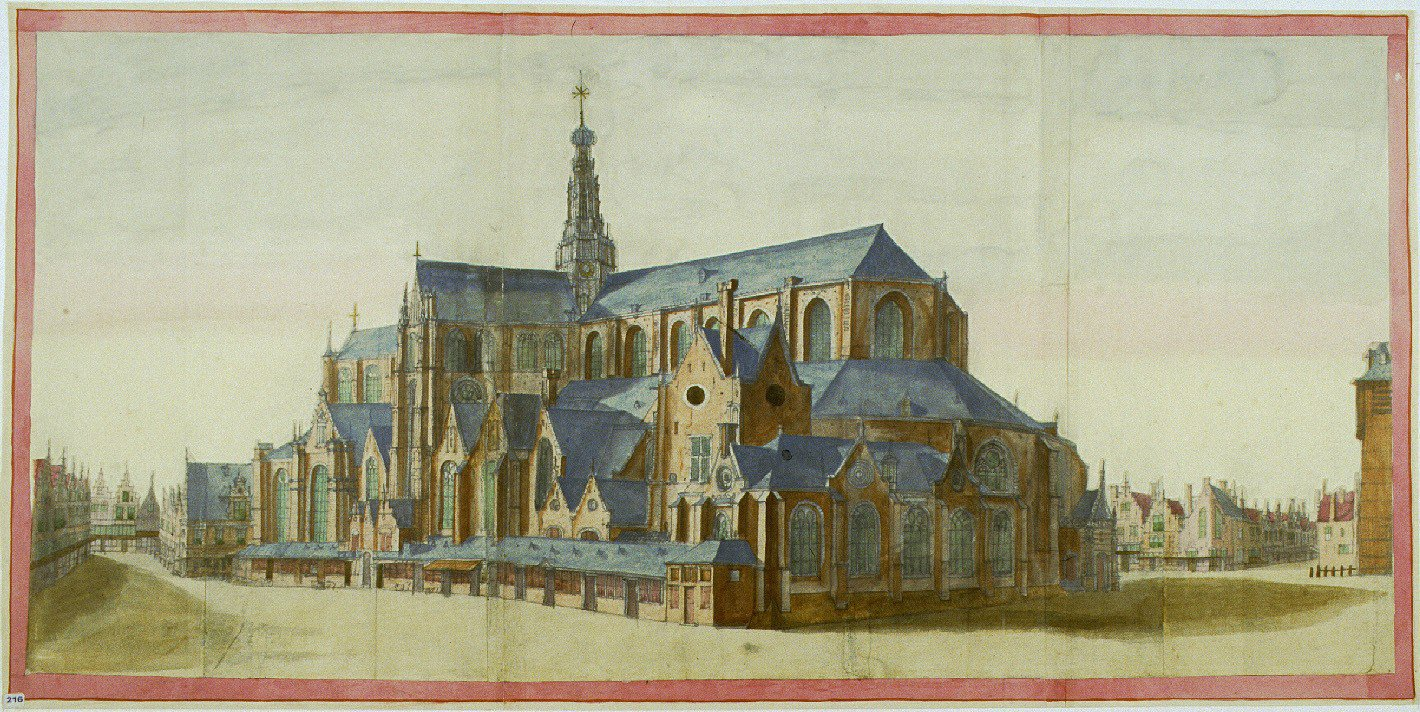
Bavokerk[en→ca] na uitbreiding de [en→ca]Salomon de Bray[en→ca] 1659
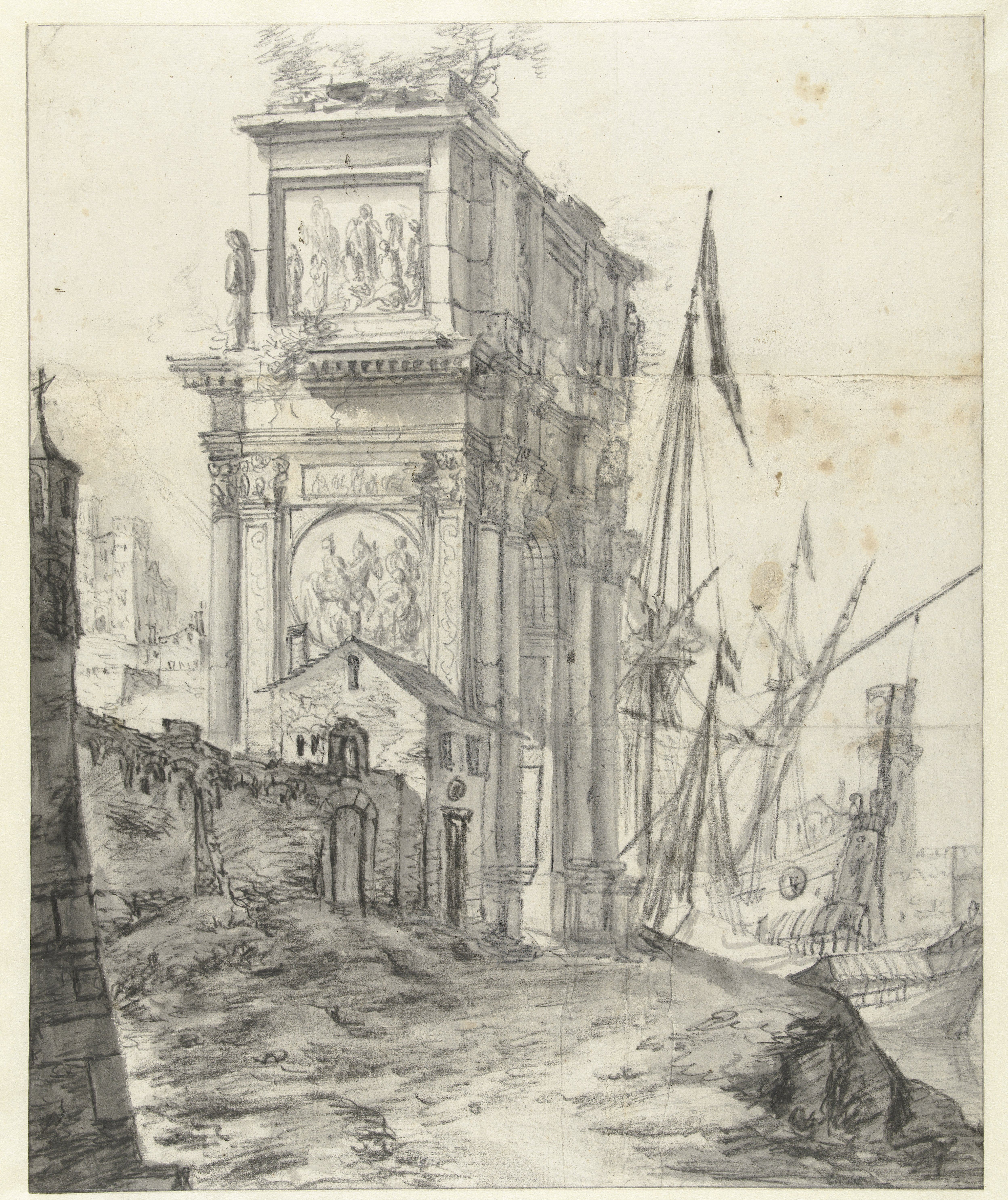
[en→ca] Capriccio va conèixer antieke triomfboog